# Somalia League
De Somalia League is de hoogste voetbaldivisie van Somalië. De competitie werd opgericht in 1961 en bestaat uit tien teams. In tegenstelling tot de toestand van het land is de competitie relatief stabiel, want er werd namelijk nog bijna geen enkel kampioenschap uitgesteld of geannuleerd. Elman FC is de meeste succesvolle club met negen titels. Aan het einde van de competitie plaatst de winnaar zich voor de voorronde van de CAF Champions League, de nummers 9 en 10 degraderen rechtstreeks.

## Teams
- Banaadir Telecom FC
- Dekedaha FC
- Elman FC
- Heegan FC
- Horseed FC
- Savana FC
- SITT Daallo
- Super Shell

## Kampioenschappen
- 1967: Somali Police
- 1968: Hoga
- 1969: Lavori Publici
- 1970: Lavori Publici
- 1971: Lavori Publici
- 1971-72: Horseed FC
- 1972-73: Horseed FC
- 1973-74: Horseed FC
- 1975: Mogadiscio Municipality
- 1976-77: Horseed FC
- 1977-78: Horseed FC
- 1978-79: Horseed FC
- 1979-80: Horseed FC
- 1980-81: Lavori Publici
- 1982: Wagad
- 1983: National Printing Agency
- 1984: Marine Club
- 1985: Wagad
- 1986: Mogadiscio Municipality
- 1987: Wagad
- 1988: Wagad
- 1989: Mogadiscio Municipality
- 1990: Jadidka
- 1991-93: geen kampioenschap
- 1994: Morris Supplies
- 1995: Alba CF
- 1996-97: Elman FC
- 1998: Ports Authority
- 1999: Banaadir Telecom FC
- 2000: Elman FC
- 2001: Elman FC
- 2002: Elman FC
- 2003: Elman FC
- 2004-06: Banaadir Telecom FC
- 2007: Elman FC
- 2008: Elman FC
- 2009: Banaadir Telecom FC
- 2010: Gayher FC
- 2011: Elman FC
- 2012: Elman FC
- 2013-14: Banaadir Telecom FC
- 2014-15: Heegan FC
- 2015-16: Banaadir Telecom FC
- 2016-17: Dekedaha FC
- 2018: Dekedaha FC
- 2019: Dekedaha FC
- 2021: Horseed FC
- 2022: Gadiidka
- 2023-24: dekedaha FC
- 2024-25: Banaadir Telecom FC